# Tratados desiguais
| Tratados Desiguais | Tratados Desiguais     |
| ------------------ | ---------------------- |
| Chinês             |                        |
| Tradicional:       | 不平等條約             |
| Simplificado:      | 不平等条约             |
| Pinyin:            | Bù-píngděng Tiáoyuē    |
| Japonês            |                        |
| Kanji              | 不平等条約             |
| Kana:              | ふびょうどうじょうやく |
| Coreano            |                        |
| Hangul:            | 불평등 조약            |
| Hanja:             | 不平等條約             |

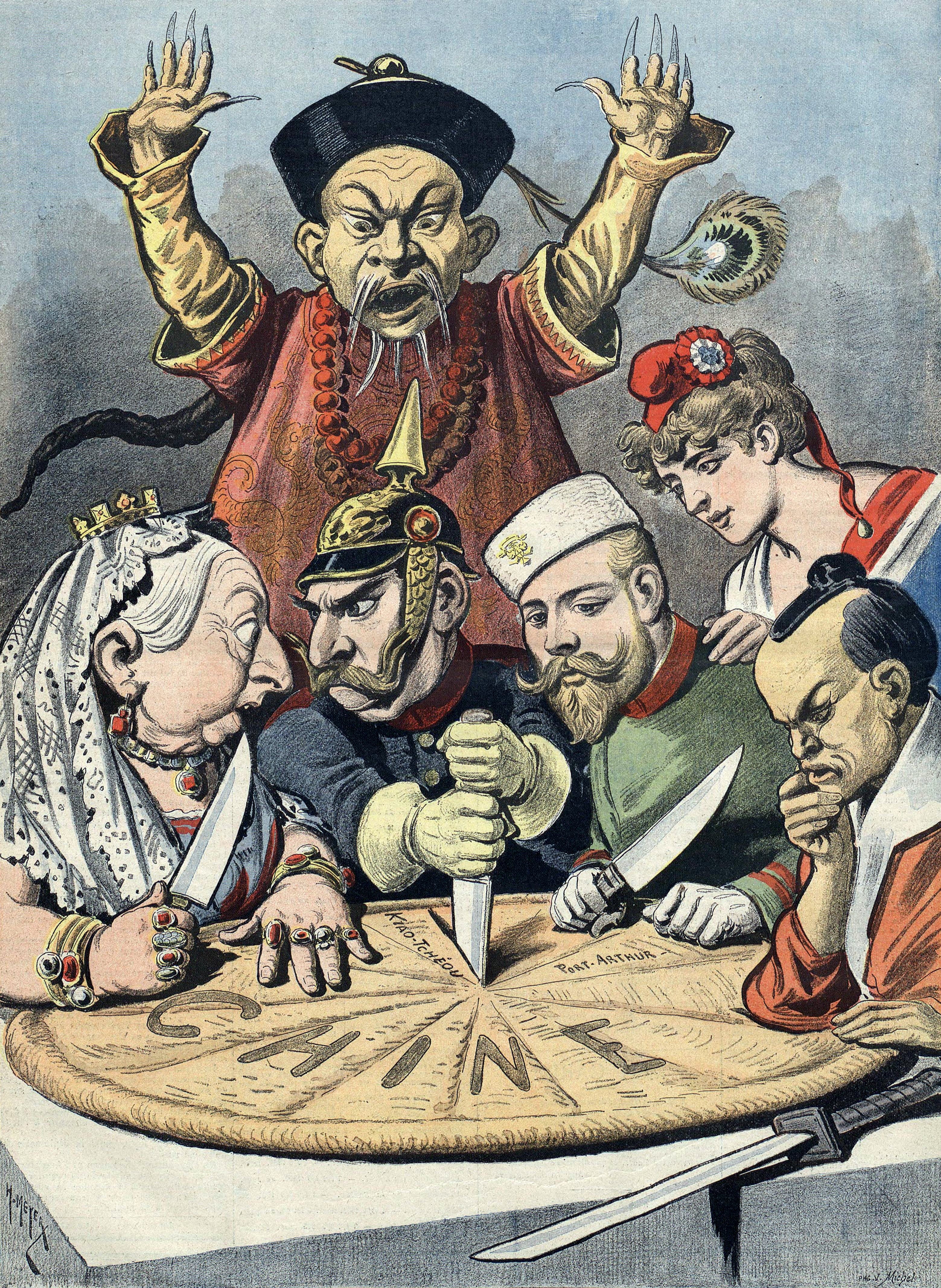
China - o bolo dos Reis e Imperadores charge mostrando a Grã-Bretanha, Alemanha, Rússia, França e Japão dividindo a China.

Os chamados Tratados Desiguais ou Tratados Iníquos foram uma série de tratados firmados entre a China durante a Dinastia Qing e o Japão Tokugawa com as potências industrializadas ocidentais entre meados do século XIX e o início do século XX após sofrer derrotas militares pelas potências estrangeiras ou na presença de uma ameaça de ação militar por essas potências. O termo também é aplicado aos tratados impostos durante a mesma época à Dinastia Joseon da Coreia e pelo Império do Japão pós-Restauração Meiji.
Iniciando com a ascensão do nacionalismo e do anti-imperialismo na década de 1920, o Kuomintang e o Partido Comunista Chinês usaram esses conceitos para caracterizar a experiência chinesa em perdas de soberania entre 1839 e 1949. O termo "tratado desigual" tornou-se associado com o conceito chinês "século de humilhação", especialmente pela perda aos Tratados dos Portos, extraterritorialidade e autonomia tarifária.
Esse foi um período no qual os estados asiáticos não eram capazes de resistir às pressões econômicas e militares das principais potências ocidentais à época.